# Kreuzdachbildstock (Aschach, Premicher Straße)

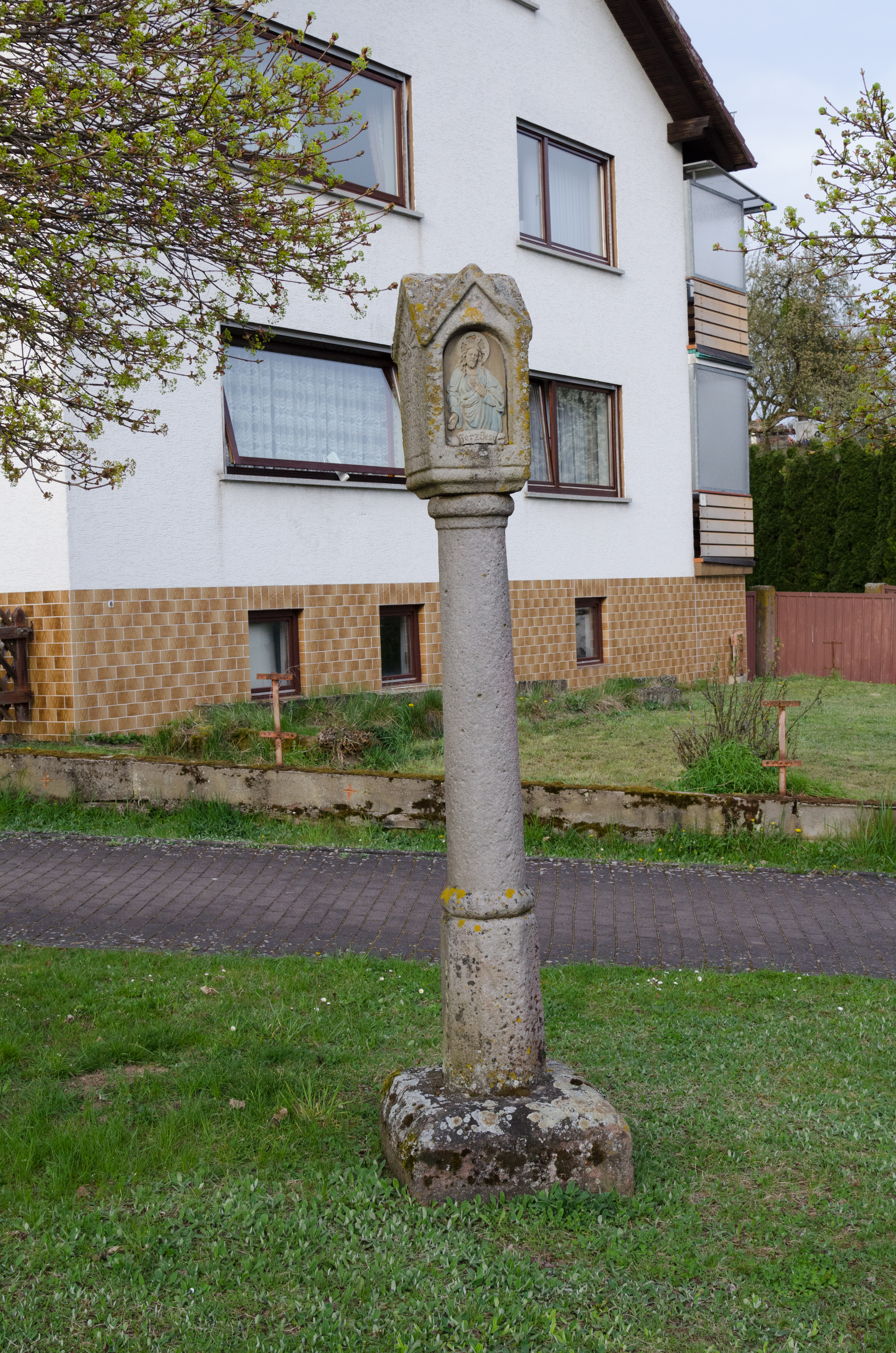
Kreuzdachbildstock, Aschach, Premicher Straße

Der Kreuzdachbildstock Premicher Straße ist ein Flurdenkmal in Aschach, einem Ortsteil des Marktes Bad Bocklet im unterfränkischen Landkreis Bad Kissingen und befindet sich in der Premicher Straße. Der Bildstock gehört zu den Baudenkmälern von Bad Bocklet und ist unter der Nummer D-6-72-112-25 in der Bayerischen Denkmalliste registriert.

## Beschreibung
Der Kreuzdachbildstock besteht aus grauem Sandstein und entstand im Jahr 1648.
Der Bildstock ist 241 cm hoch und besteht aus einer Basis sowie einem Achtkantsockel mit Schaft und Kreuzdachhaus. Die Abmessungen betragen unten 60 cm × 50 cm. Bis zu einer Höhe von 14 cm ist er gerade; bis zu einer Höhe von 18 cm ist er eingezogen auf 56 × 50 cm.
Der Achtkantsockel hat die Maße H = 60 cm und S = 9,5 cm, der Schaft hat eine Höhe von 115 cm. Basisringwulst: 6 cm, Basisring 3 cm, Kapitellring: 3 cm, der Schaftdurchmesser beträgt 27 cm. Kapitellwulst: 6 cm, D = 25 cm.
Der Kreuzdachbildstock hat auf der Schauseite folgende Dachhauszier:
a) Die Bildnische mit Rundbogen ist leer

b) Rechts befindet sich in einem Giebeldreieck eine Palmette. Darunter steht in lateinischen Großbuchstaben „I H S“ mit einem Kreuz auf dem "H"; darunter steht „INRI“.
Auf der Rückseite befindet sich folgende Dachhauszier:
c) Auf der Rückseite befindet sich ein Kleeblattkreuz auf einem Golgathahügel.
d) Links befindet sich in einem Giebeldreieck eine Siebenerpalmette, darunter eine Inschrift in lateinischen Großbuchstaben:

„DIESES WE

RK HAT GOT

ZV EHREN M

ACHEN LASEN

HANS BOCK

V. WALDTASCH

HACH DER

SAALMVLLER

1648.“